# Filtisac
Filtisac ou Filatures, Tissages, Sacs - Côte d'Ivoire, est une unité de fabrication de sacs en fibre naturelle de l'entreprise Industrial Promotion Services (IPS) lancée en 1965 pour accompagner la croissance des exportations du café-cacao en Côte d'Ivoire. Cette unité a permis à Filtisac d'accéder aux différents marchés africains et européens.

## Histoire de l'entreprise
Entreprise fondée le 4 août 1965, et inaugurée le 16 mars 1967 en présence du Président Houphouët-Boigny et son épouse, de S.A.R le Prince Aga kan,tous les membres du gouvernement, et de nombreuses personnalités ivoiriennes qu'accompagnait le corps diplomatique au grand complet[réf. nécessaire]. A ses débuts, l'entreprise a une production annuelle de 6 à 8 millions de sacs qui dépend entièrement d'importations de jute brut. Son principal fournisseur est le Bangladesh.
En 1988, Filtisac se diversifie avec la création d'une unité de fabrication d'emballages en fibres synthétiques, destinée à couvrir les besoins en emballages des produits tels que le coton, le riz, les engrais, la minoterie. A la fin de l'année 2015, Filtisac détient 30 % des parts de marché des sacs en fibres synthétiques en Côte d'Ivoire.  En 2016, la société compte environ 1 300 salariés sur ses onze filiales dans cinq pays ouest-africains : Côte d'Ivoire, Mali, Burkina Faso, Sénégal et Cameroun.